# Commissariato di notturna
Commissariato di notturna è un film del 1974 diretto da Guido Leoni.

## Trama
Emiliano Borghini, nuovo commissario di notturna presso la Questura di Roma, appena entrato in ufficio per la prima notte si trova di fronte al caso di Lucia Bencivenga, ferita gravemente e trovata a Villa Borghese. Mentre la moglie Luisa lo tempesta di telefonate perché la diciassettenne figlia Barbara non è tornata a casa a notte tarda, lui interroga la prostituta Sonia e un poco alla volta scopre che la morente, cacciata di casa dal marito - un giornalista di Gioventù Cristiana - ha cercato di umiliarlo facendo la prostituta in Via Veneto ed è incappata in un turista polacco ubriaco che l'ha colpita sette volte con il cacciavite. Nella medesima notte, il brigadiere Santini accorre in diversi luoghi e risolve diversi problemi; altrettanto fa nel commissariato il brigadiere Spanò, alle prese con un ladruncolo e con dei giovani drogati, tra i quali il figlio di un onorevole democristiano. L'agente Cacace, inviato sul luogo di una rissa, viene pestato insieme ad altri colleghi da un gruppo di travestiti che lavorano nelle vicinanze della villa del Mons. Guidardini, che credendo si trattasse di prostitute aveva chiesto l'intervento della Questura. È questa la prima notte del Borghini, trasferito dalla Politica alla Notturna.